# Тадеуш Бой-Желенський
Таде́уш Бой-Желе́нський (пол. Tadeusz Boy-Żeleński; справжнє ім'я — Тадеуш Каміль Марціан Желенський; 21 грудня 1874, Варшава — 4 липня 1941, Львів) — польський лікар, письменник, поет-сатирик, есеїст, літературний і театральний критик, перекладач французької літератури, громадський діяч. За переконаннями — матеріаліст. Масон

## Біографія
Тадеуш Желенський народився 21 грудня 1874 року у Варшаві й походив від шляхетського польського роду Желенських (пол. Żeleńskich) герба Цьолек (пол. Ciołek). Батько, Владислав Желенський, відомий польський композитор і піаніст. Мати, Ванда Желенська (уроджена Грабовська), польська письменниця. Тадеуш — друга дитина в подружжя. Він мав двох братів, старшого — Станіслава Желенського (1873—1914), польський архітектор і молодшого — Едвард Желенський (1878—1910), службовець і співзасновник мистецького кабаре «Зелений Балоник».
Медик за освітою.
1911 — вийшла перша збірка віршованих памфлетів Тадеуша Желенського — «Слівця».
Своїми творами боровся з клерикалізмом, псевдопатріотизмом, ідеалістичними поглядами на літературу.
Як писала радянська критика, «останні його праці про Бальзака й Стендаля і особливо Міцкевича проклали шлях марксистській літературній критиці в Польщі».
Бой-Желенському належить близько 200 томів перекладів Бальзака, Мольєра, Стендаля, Рабле, Вольтера та ін.
Вересень 1939 — рятуючись від німців, евакуювався на територію анексованої радянськими військами Галичини.
У 20-х числах жовтня 1939 увійшов до складу Організаційного комітету письменників Львова разом з такими письменниками: П. Панч (голова комітету), В. Василевська, В. Броневський, Д. Кенігсберг, Г. Гурська, С.Тудор, Я. Цурковський, О. Дан, О. Ват.
1941 — розстріляний німцями у Львові. На його честь 1946 року у Львові названо вулицю.